# Bacary Sagna
Bacary Sagna (født 14. februar 1983 i Sens, Frankrig) er en fransk fodboldspiller, der spiller som højre back hos Benevento i Italien. Han har tidligere spillet for AJ Auxerre i sit hjemland, samt engelske Arsenal og Manchester City.

## AJ Auxerre
Sagna nåede igennem sine seks sæsoner hos AJ Auxerre i Ligue 1 at spille 87 ligakampe for klubben. Her var han blandt andet en del af holdet der vandt Coupe de France i 2005. Hans stabile præstationer for klubben tiltrak opmærksomhed fra Arsenal F.C.-manageren Arsène Wenger.

## Arsenal F.C.
Den 12. juli 2007 blev det offentliggjort, at Sagna havde skrevet kontrakt med Arsenal, og dermed rykkede til den engelske Premier League. Den 12. august samme år debuterede Sagna i en 2-1 hjemmesejr over Fulham F.C. Senere i samme sæson, den 23. marts 2008, scorede han sit første mål for klubben i en kamp mod lokalrivalerne Chelsea F.C., inden han efter sæsonen blev udtaget til Årets Hold i hele Premier League. Han spillede for klubben de følgende syv sæsoner, og nåede at spille over 200 Premier League-kampe for klubben.

## Manchester City
Sagna skiftede i sommeren 2014 til ligarivalerne Manchester City.

## Landshold
Sagna står (pr. marts 2018) noteret for 65 kampe for Frankrigs landshold, som han debuterede for den 22. august 2007 i en kamp mod Slovakiet.

## Titler
Coupe de France
- 2005 med AJ Auxerre

FA Cup
- 2014 med Arsenal